# Hennie Kuiper
Hendrikus Andreas Kuiper (* 3. února 1949, Noord Deurningen) je bývalý nizozemský cyklista. Jako amatér vyhrál na olympiádě a zároveň se stal profesionálním mistrem světa, což dokázali kromě něho už jen dva jezdci: Ercole Baldini a Paolo Bettini.

## Úspěchy
- Milk Race – 1. místo 1972
- Cyklistika na letních olympijských hrách – 1. místo 1972
- Mistr Nizozemska v silničním závodě jednotlivců 1975
- Mistr světa 1975
- Tour de Suisse – 1. místo 1976
- Tour de France – 2. místo 1977 a 1980, 5 etapových vítězství, trikot pro nejaktivnějšího jezdce 1979
- Nizozemský sportovec roku 1977
- Giro di Lombardia – 1. místo 1981
- Paříž - Roubaix – 1. místo 1983